# 臺東郵局

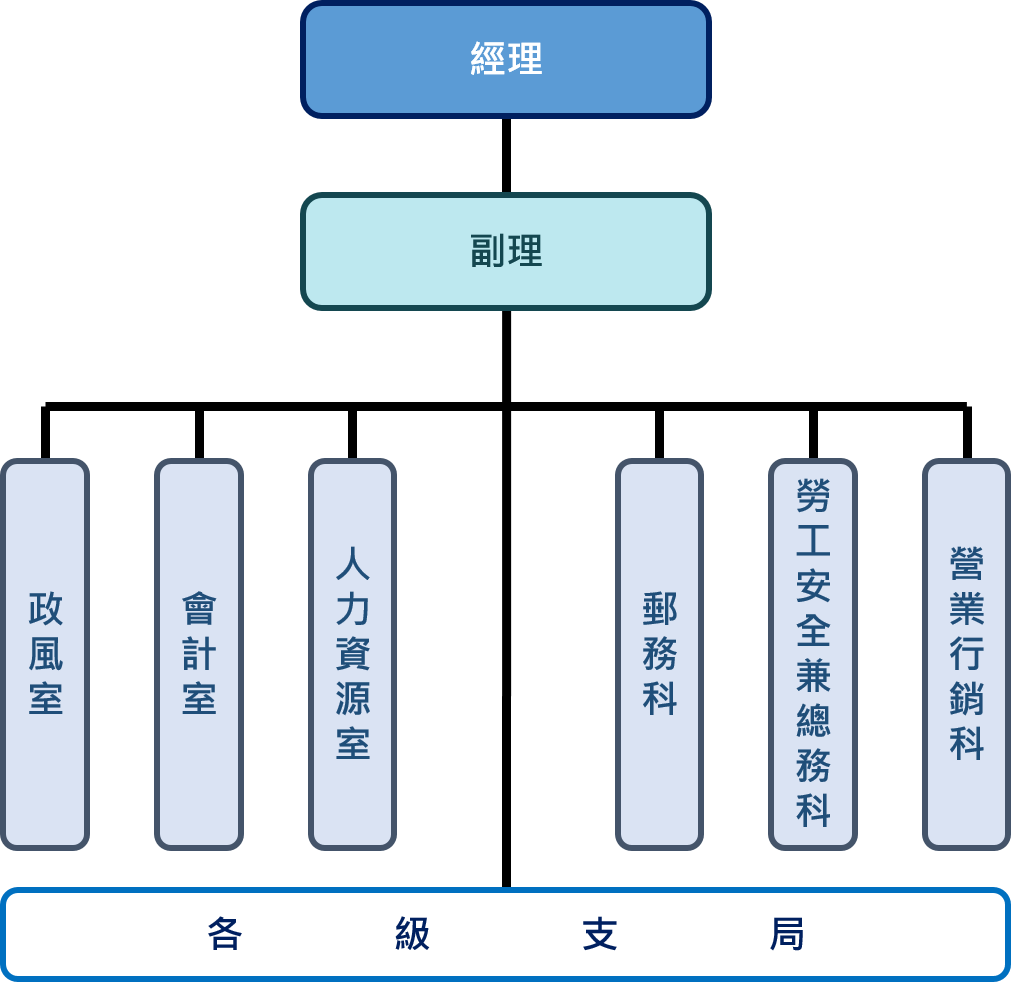
臺東郵局組織架構圖

22°45′11.9″N 121°09′15.5″E / 22.753306°N 121.154306°E

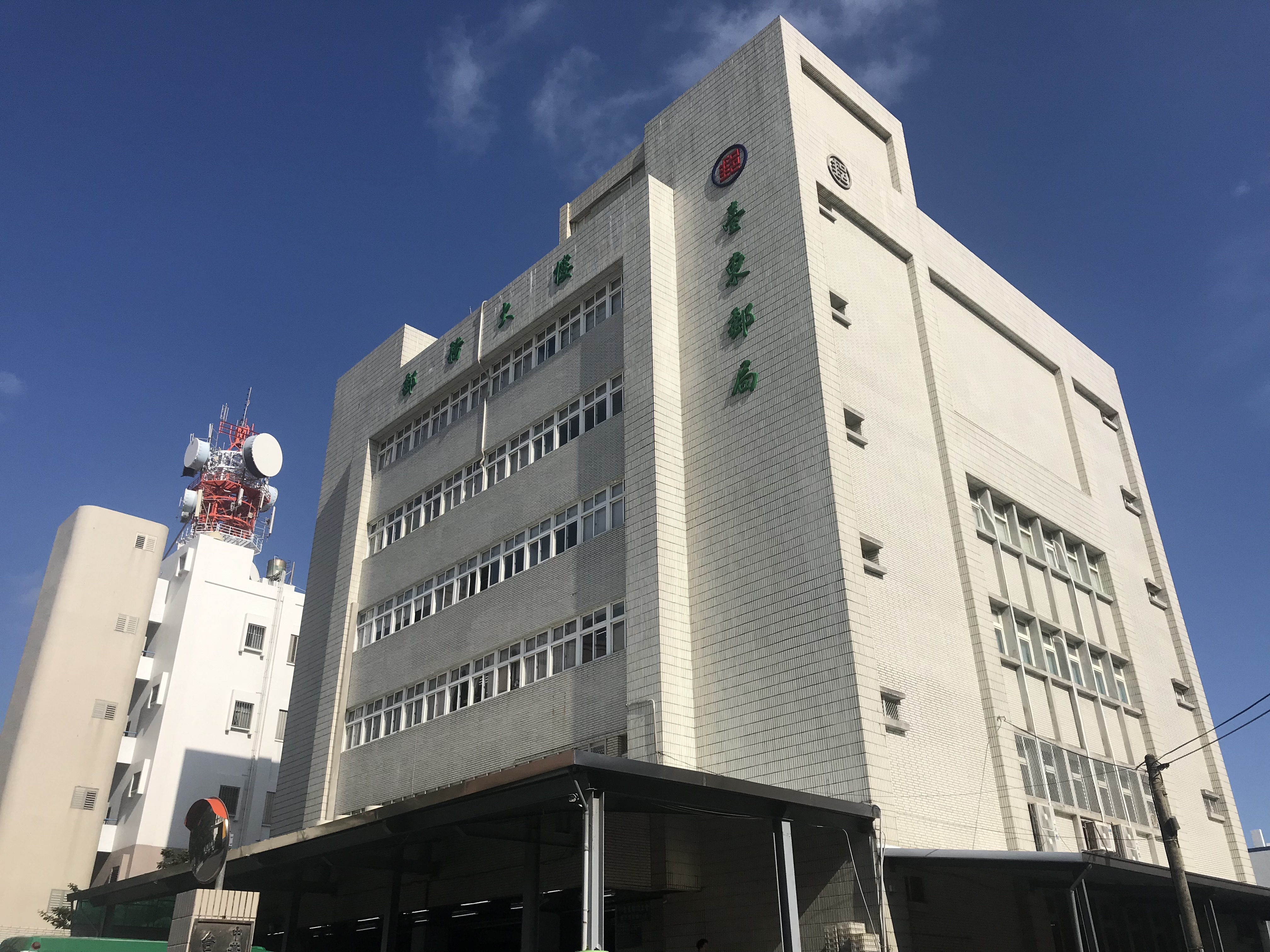
中華郵政臺東郵局郵務大樓

臺東郵局位於臺灣臺東縣臺東市，為中華郵政的所屬郵局之一，也是中華郵政郵政管理局制度改為責任中心局後的19個責任中心局之一。其服務範圍含括臺東縣全境及綠島、蘭嶼鄉等，共計轄有支局27處、自助郵局3處、代辦所及郵票代售處49處，總營業據點79處。

## 沿革

### 日治時期

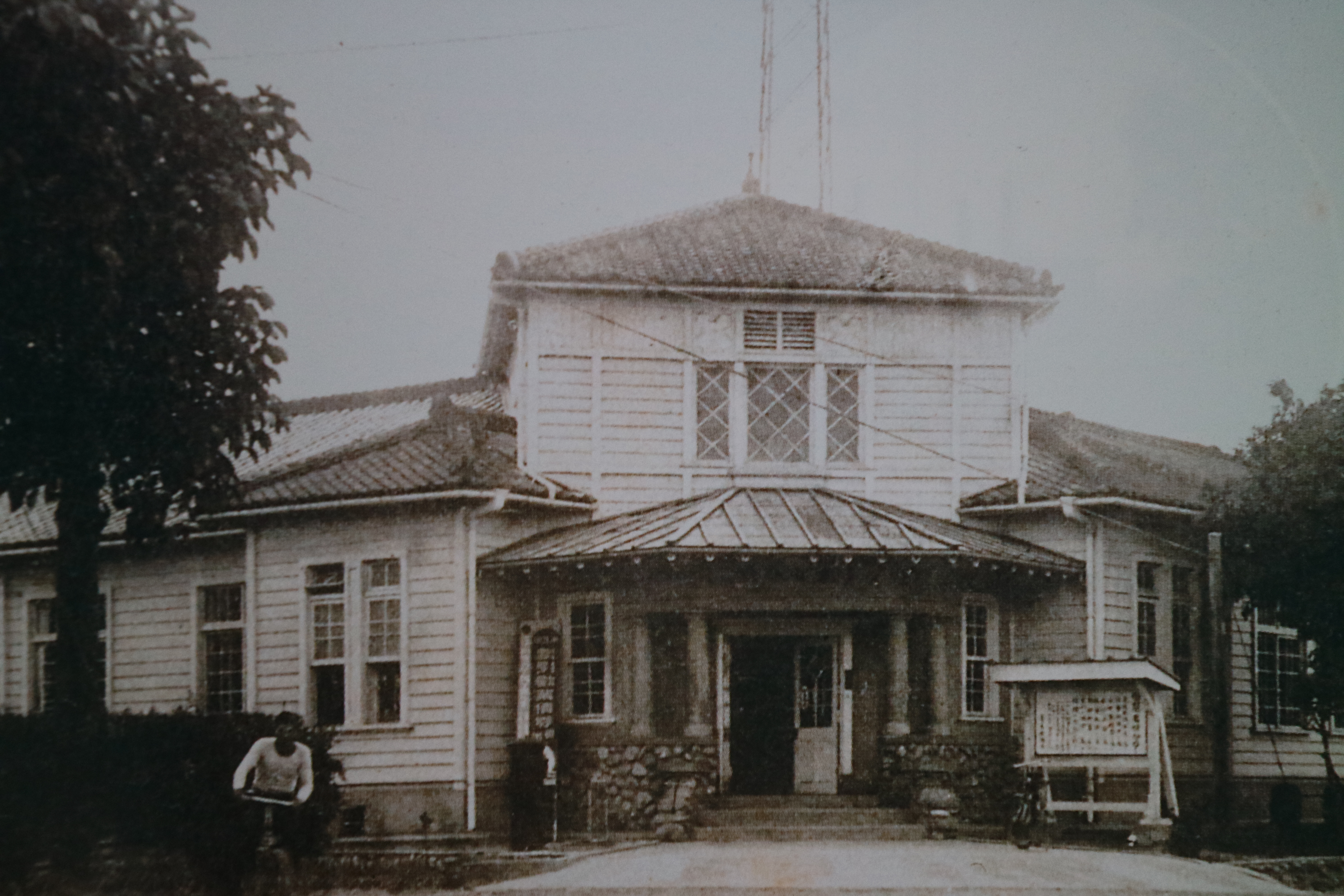
臺東郵便電信局外觀。

1895年清朝政府與日本政府於甲午戰爭後，簽訂馬關條約，將臺灣、澎湖等根讓給日本，後續再經歷乙未戰爭完成臺灣統治，並成立臺灣總督府成為日本在臺之行政中樞。1896年4月臺灣總督府以府令第2號公布全臺24所二等郵便電信局及2所支局，並且名單中分有第13位的「卑南二等郵便電信局」與第24位的「臺東二等郵便電信局」係因早期日本人來臺初期並不了解卑南與臺東為同一地方而烏龍設置，後續再4月20日臺東地區「卑南二等郵便電信局」成立公文發布時已將臺東二等郵便電信局塗銷，因此卑南二等郵便電信局實為臺東郵局之最早前身。
而實際上日本人直到1896年5月才自高雄派遣軍艦率領部隊登陸臺東地區，因此在這段期間卑南二等郵便電信局實為籌備處階段營運。首任局長山縣貞一於1896年6月2日獲臺灣總督府任命就任，6月21日自恆春郵便電信局出發，行經八瑤灣（屏東縣滿州鄉）、巴塱衛（臺東縣大武鄉）及太麻里（臺東縣太麻里鄉）後，抵達卑南郵便電信局的恆春與埤南間的郵路，首次完成郵件遞送正式開通，首次郵務遞送由兩名日本人及當地原住民族四人組成遞送隊伍完成。
依照臺灣總督府當時慣例，郵便局設置當日，郵路就同時開設，故可推斷卑南郵便電信局應在1896年6月21日起實質開設營業。爾後局長山縣貞一向時任總督府通信部部長土居通豫發函指出，其所在的卑南地區，實際地名為「埤南」，而為了方便簡寫才改為「卑南」但實際上支廳及撫懇署等官方機關大都使用「臺東」作為名稱，逐發函要改名為臺東二等郵便電信局，並提出兩個改名時程10月16日及12月1日供給總督府參考。總督府方面認為10月16日改名時程操之過急，最終定調同年12月1日卑南二等郵便電信局改名為「臺東二等郵便電信局」。
1897年5月27日臺灣總督府頒布勅令第166號修正臺灣總督府郵便及電信局官制，原歸屬於臺南一等郵便電信局管理的臺東二等郵便電信局升格為一等郵便電信局，主管臺東廳郵政業務。同年9月1日花蓮港地區新設奇萊二等郵便電信局，歸屬臺東一等郵便電信局管轄。
1898年6月臺灣總督府以勅令第109號，公布「改正臺灣總督府郵便及電信局官制」，將郵便電信局分割為郵便局及電信局兩單位，並細分出一等郵便電信局、二等郵便電信局、二等郵便局、二等電信局 、三等郵便電信局、三等郵便局、三等電信局等，自1896年6月20日起實施，原臺東一等郵便電信局再度改為二等郵便電信局。
1899年1月21日花蓮港郵便受取所成立，由臺東郵便電信局管轄，4月1日再升格為花蓮港郵便出張所。1911年4月1日再度升格為花蓮港二等郵便電信局，並將原屬臺東郵便電信局管轄之璞石閣出張所，改歸花蓮港二等郵便電信局管轄。
1900年1月1日起臺東二等郵便電信局增設巴塱衛出張所。7月11日再增設璞石閣出張所與成廣澳出張所辦理兩地區之郵政業務。然而1903年3月31日成廣澳出張所結束營業，改由臺東郵便電信局直接接手成廣澳地區的郵政業務。

### 戰後時期
1945年第二次世界大戰結束國民政府來臺灣，隔年5月於臺北成立「交通部臺灣郵電管理局」接手經營日治時期臺灣各地郵政與電信業務。1949年4月1日臺灣改行中華民國原有的郵電分辦制度，成立臺灣郵政管理局、臺灣電信管理局，分別隸屬於交通部郵政總局與交通部電信總局，所屬各級郵政機構同時改組；臺東郵便電信局自此改名為臺東郵局，成為郵政總局官方轄下之地方郵局之一。1952年9月1日臺灣郵政管理局於蘭嶼鄉成立郵政代辦所。1963年11月7日長濱支局新建辦公廳大廈落成啟用。
1973年10月強烈颱風娜拉襲擊臺灣，造成東部及東北部地區嚴重災情，風災當時，臺東郵局轄下太麻里支局所屬的郵務士溫勇男自臺東市出發要前往太麻里遞送郵件途中，因風災暴雨影響造成知本溪溪水暴漲沖毀溫泉橋，溫勇男為完成郵件遞送任務不顧湍急洪水冒進知本溪，更甚至在洪水沖走前一刻將郵務包丟上對岸。事件後為感念其盡忠職守情操，郵政總局方面委請雕塑家陳興泉於知本溪畔豎立溫勇男雕像感念其精神，溫勇男也成為全臺第一位立碑、立銅像，以及首位進入忠烈祠的郵務士。
1982年1月20日原臺灣中區郵政管理局太麻里第一支局改隸屬在臺東郵局之下，並改名為臺東第14支局。同月21日太麻里郵局正式裁撤，改隸屬於臺東郵局第13支局。5月26日臺東第15支局於東河鄉泰源村7鄰137號成立。7月1日包含臺東郵局在內，原隸屬於臺灣中區郵政管理局的臺南、新營、佳里等4間郵局調整為臺灣南區郵政管理局轄區。
1983年1月臺東郵局第16支局於臺東市更生路308號成立。11月10日臺東郵局第17支局於臺東市中華路2段252號。1991年10月12日臺東郵局第16支局移至臺東市更生路337號1樓營業。1994年5月23日臺東郵局第26支局於鹿野鄉瑞源村文化路12號成立。1994年6月21日臺灣南區郵政管理局轄下之臺東縣關山、海端、池上、成功、長濱、東河泰源、大武、達仁等郵局改由臺東郵局管轄。
1999年12月21日因應千禧年迎曙光活動，臺東郵局分別在蘭嶼、成功、太麻里等風景區設立3場臨時郵局。2000年8月10日臺東郵局第27支局於臺東市中興路2段436號成立，命名為東方大鎮郵局。
2003年1月1日交通部郵政總局推動公司化，經歷改制後成為「中華郵政股份有限公司」，原「郵政管理局」之業務改由「中華郵政總公司」直接管理的責任中心局取代，原郵政總局轄下的臺東郵局全名也更改為「中華郵政股份有限公司臺東郵局」。2004年5月因應業務及人事精簡，臺東第1支局蘭嶼郵局改設為一人郵局。11月24日臺東第17支局豐榮郵局移至臺東市中華路2段168號營業。
2007年7月2日臺東第3支局綠島郵局因應原有辦公廳建築老舊須拆除改建，因此暫時移至綠島鄉南寮村南寮路141-1號作為臨時郵局營業。9月17日臺東第12支局初鹿郵局移至卑南鄉明峰村文泰路12號營業。2010年3月1日綠島郵局拆除改建竣工，後續因竣工啟用典禮的籌辦時間耽誤，延至同月15日綠島臨時郵局遷至新辦公廳營業。
2013年10月12日臺東縣議會於知本溪溫勇男紀念碑舉辦40週年追思會，並邀請前臺東郵局長林嶺旭與溫勇男子女出席致詞。

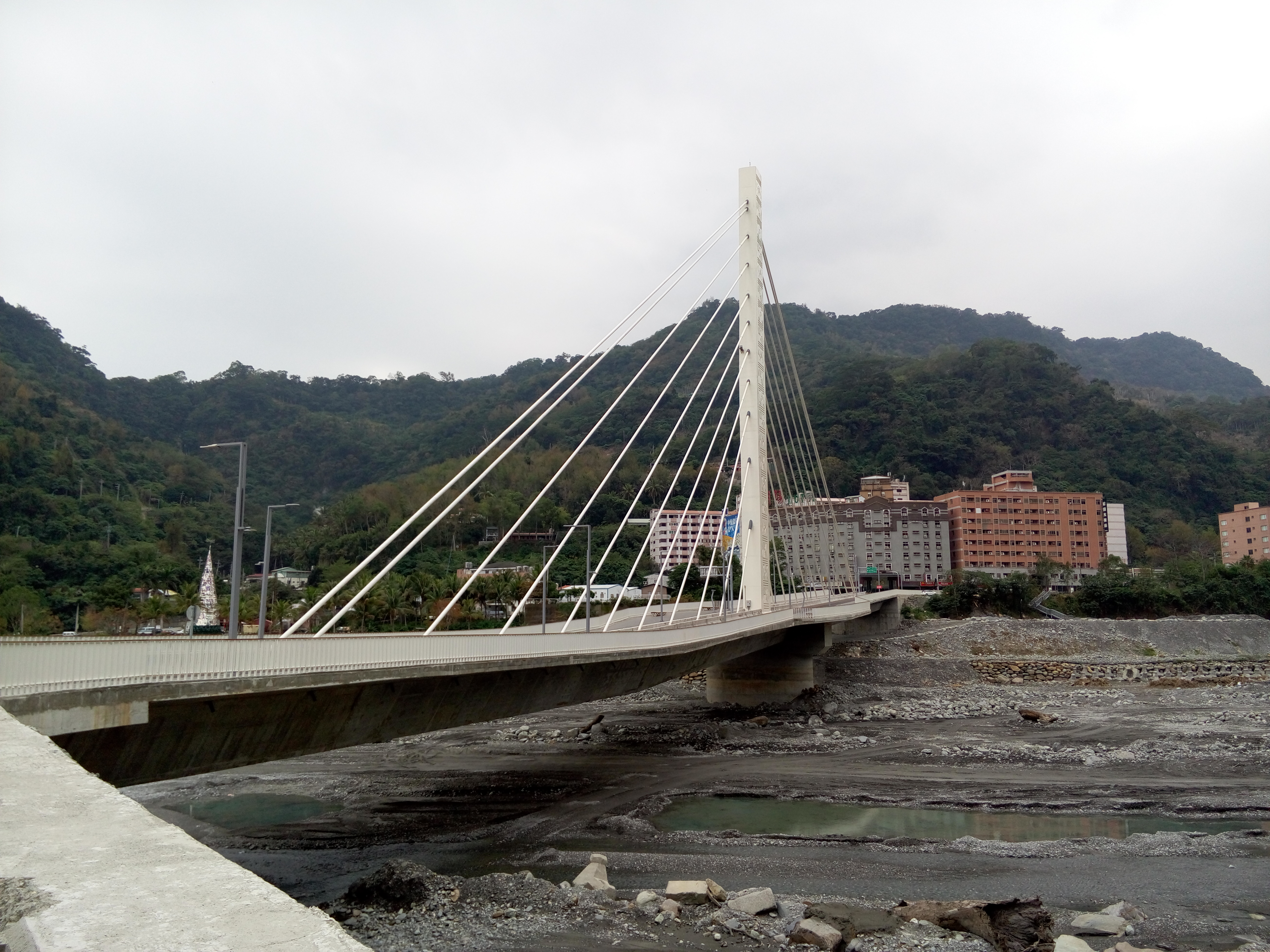
臺東知本溫泉區勇男橋

2014年臺東縣政府於知本溫泉區興建之斜張橋即將完工，為感念郵務士溫勇男犧牲精神，乃將該橋命名為勇男橋以茲紀念。5月中華郵政因應臺東地區觀光熱潮興起，有意在臺東車站購買土地後興建大型會館，提供給郵政從業人員、退休同仁及其眷屬等住宿，然而因後續該案在全國工會會員投票中，未獲半數同意，因此全案宣告破局中止計畫，而在此之前已先行動工改建的臺東郵局豐田、初鹿支局則改為會館形式僅開放給郵政從業人員等申請入住，並未對外開放營業。
2018年11月臺東郵局旗下的延平支局建築已使用50多年，外觀斑駁老舊，因此臺東郵局請來彩繪家黃曼席融合當地原住民族布農族特色進行延平支局外牆粉飾與裝飾，也因此形成延平支局所在的延平鄉桃源村的一大特色景點吸引外地遊客到訪。

## 組織架構

### 轄下支局
臺東郵局轄下共有甲級郵局1所，丙級郵局5所，以及丁級郵局21所，總計共27所支局。
| 名稱             | 成立日期       | 支局編號  | 地址                        | 郵遞區號 |
| 臺東大同路郵局   | 1897年4月1日   | 臺東901支 | 臺東市大同路126號           | 950-44   |
| 蘭嶼郵局         | 1957年9月11日  | 臺東1支   | 蘭嶼鄉紅頭村37號            | 952-41   |
| 臺東新生郵局     | 1959年8月10日  | 臺東2支   | 臺東市新生路706號           | 950-53   |
| 綠島郵局         | 1943年6月1日   | 臺東3支   | 綠島鄉南寮村186號           | 951-41   |
| 臺東中山路郵局   | 1964年6月26日  | 臺東4支   | 臺東市中山路382號           | 950-43   |
| 臺東博愛路郵局   | 1965年4月5日   | 臺東5支   | 臺東市博愛路135號           | 950-43   |
| 臺東卑南郵局     | 1971年12月25日 | 臺東6支   | 臺東市更生北路42號          | 950-59   |
| 東河都蘭郵局     | 1971年12月27日 | 臺東7支   | 東河鄉都蘭村201號           | 959-41   |
| 延平郵局         | 1972年12月26日 | 臺東8支   | 延平鄉桃源村昇平路30號      | 953-44   |
| 臺東知本郵局     | 1975年6月30日  | 臺東9支   | 臺東市青海路四段370號       | 950-92   |
| 鹿野郵局         | 1972年9月20日  | 臺東10支  | 鹿野鄉中華路一段427號       | 955-42   |
| 臺東豐田郵局     | 1979年12月1日  | 臺東11支  | 臺東市中興路四段615號       | 950-60   |
| 卑南初鹿郵局     | 1981年1月22日  | 臺東12支  | 卑南鄉明峰村文泰路12號      | 954-42   |
| 太麻里郵局       | 1963年11月1日  | 臺東13支  | 太麻里鄉泰和村太麻里街191號 | 963-46   |
| 金峰金崙郵局     | 1972年9月25日  | 臺東14支  | 太麻里鄉金崙村323號         | 963-44   |
| 臺東馬蘭郵局     | 1983年1月27日  | 臺東16支  | 臺東市鄭州街3號1樓          | 950-48   |
| 臺東豐榮郵局     | 1983年11月10日 | 臺東17支  | 臺東市中華路二段168號       | 950-56   |
| 關山郵局         | 1912年9月21日  | 臺東18支  | 關山鎮中正路25號            | 956-42   |
| 海端郵局         | 1972年11月27日 | 臺東19支  | 海端鄉海端村山界27號        | 957-41   |
| 池上郵局         | 1941年12月20日 | 臺東20支  | 池上鄉中山路201號           | 958-72   |
| 成功郵局         | 1901年7月11日  | 臺東21支  | 成功鎮中華路77號            | 961-45   |
| 長濱郵局         | 1958年8月26日  | 臺東22支  | 長濱鄉長濱村中興路16號      | 962-41   |
| 東河泰源郵局     | 1982年5月26日  | 臺東23支  | 東河鄉泰源村本部落246號     | 959-91   |
| 大武郵局         | 1900年1月1日   | 臺東24支  | 大武鄉大武村大武街60號      | 965-41   |
| 達仁郵局         | 1972年10月30日 | 臺東25支  | 達仁鄉安朔村復興路130號     | 966-93   |
| 鹿野瑞源郵局     | 1994年5月23日  | 臺東26支  | 鹿野鄉瑞源村瑞景路1段388號  | 955-43   |
| 臺東東方大鎮郵局 | 2000年8月10日  | 臺東27支  | 臺東市中興路2段436號        | 950-65   |

## 圖集

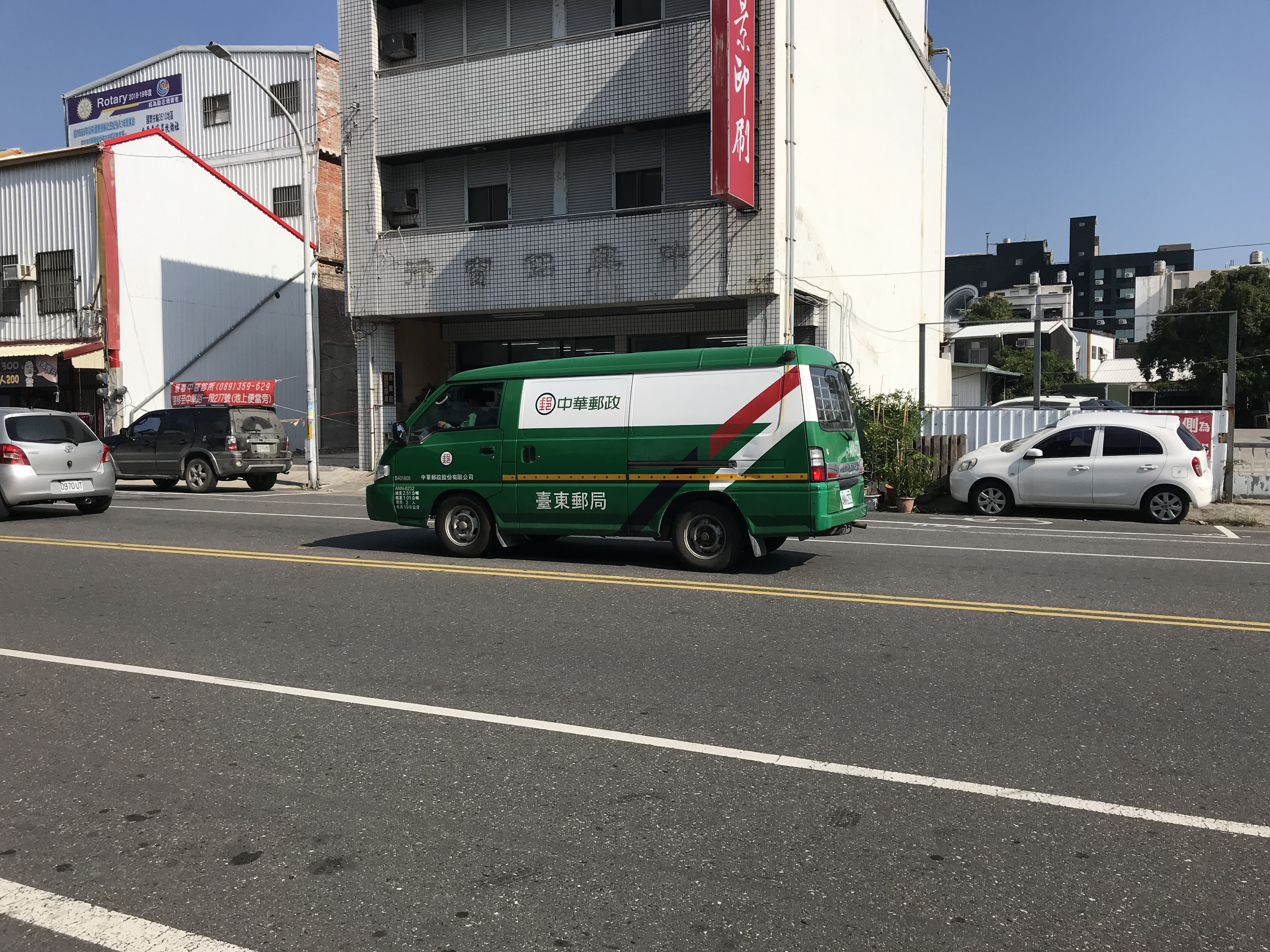
臺東郵局郵務車
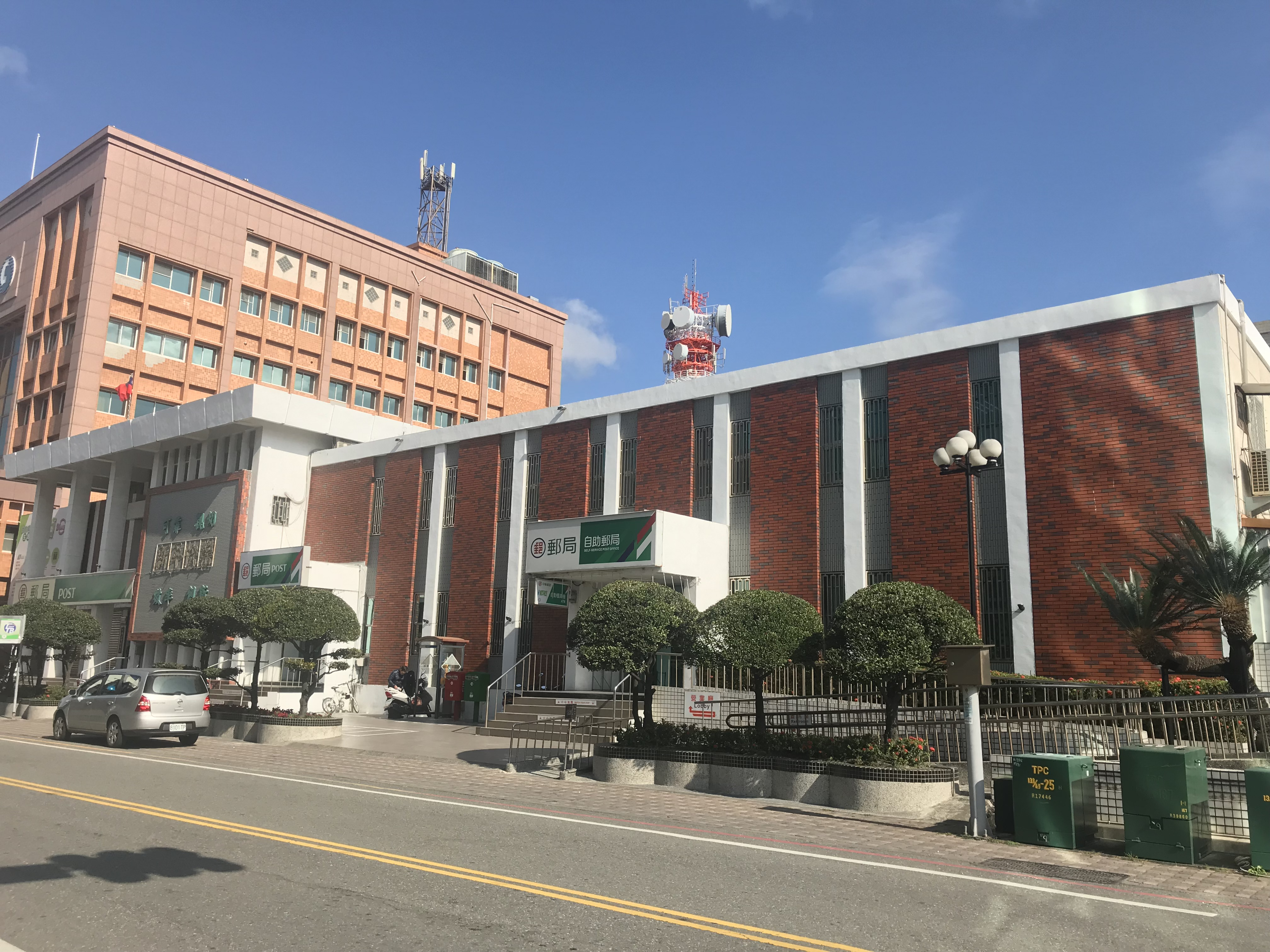
臺東郵局大同路支局
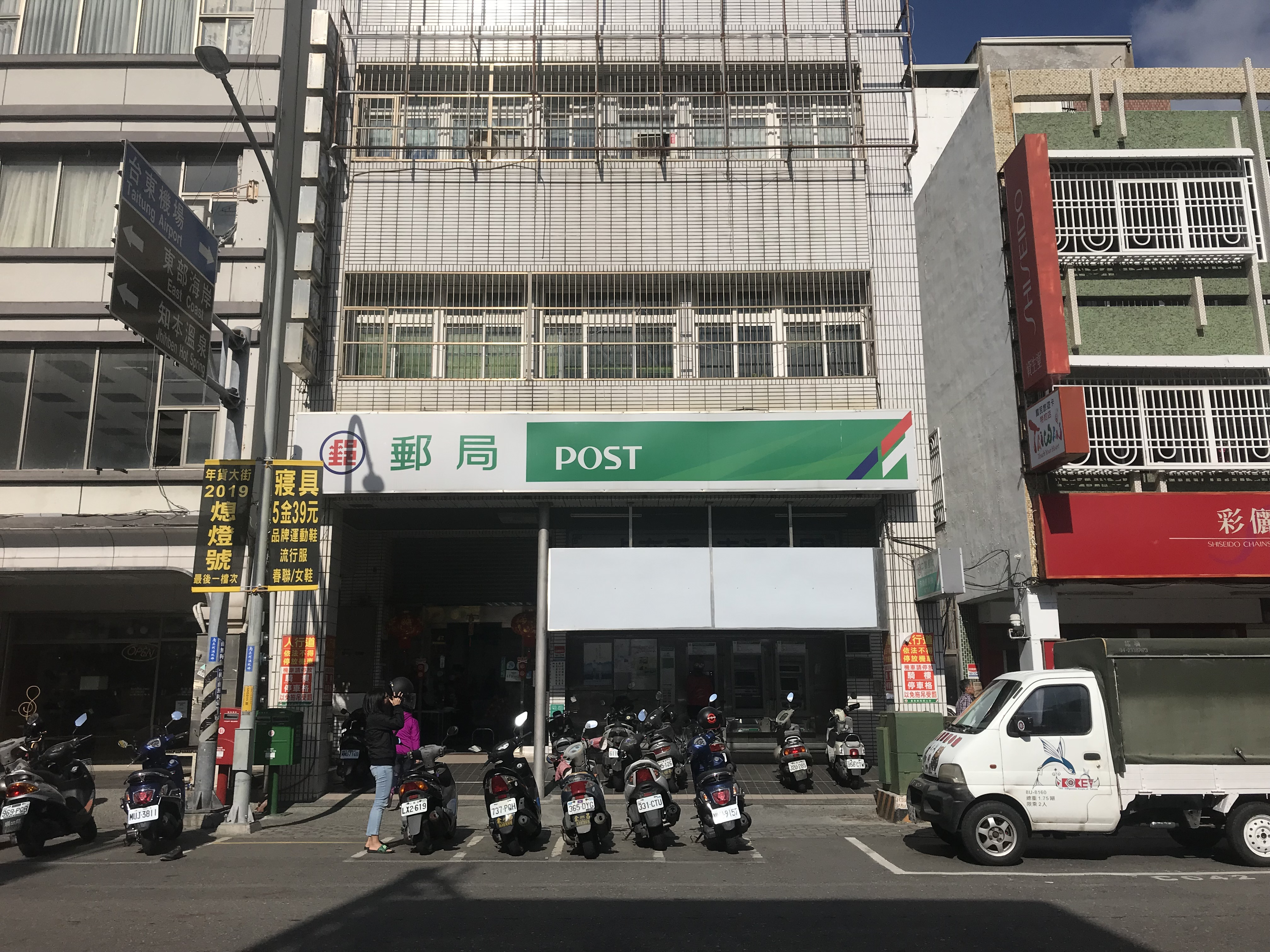
臺東郵局中山路支局
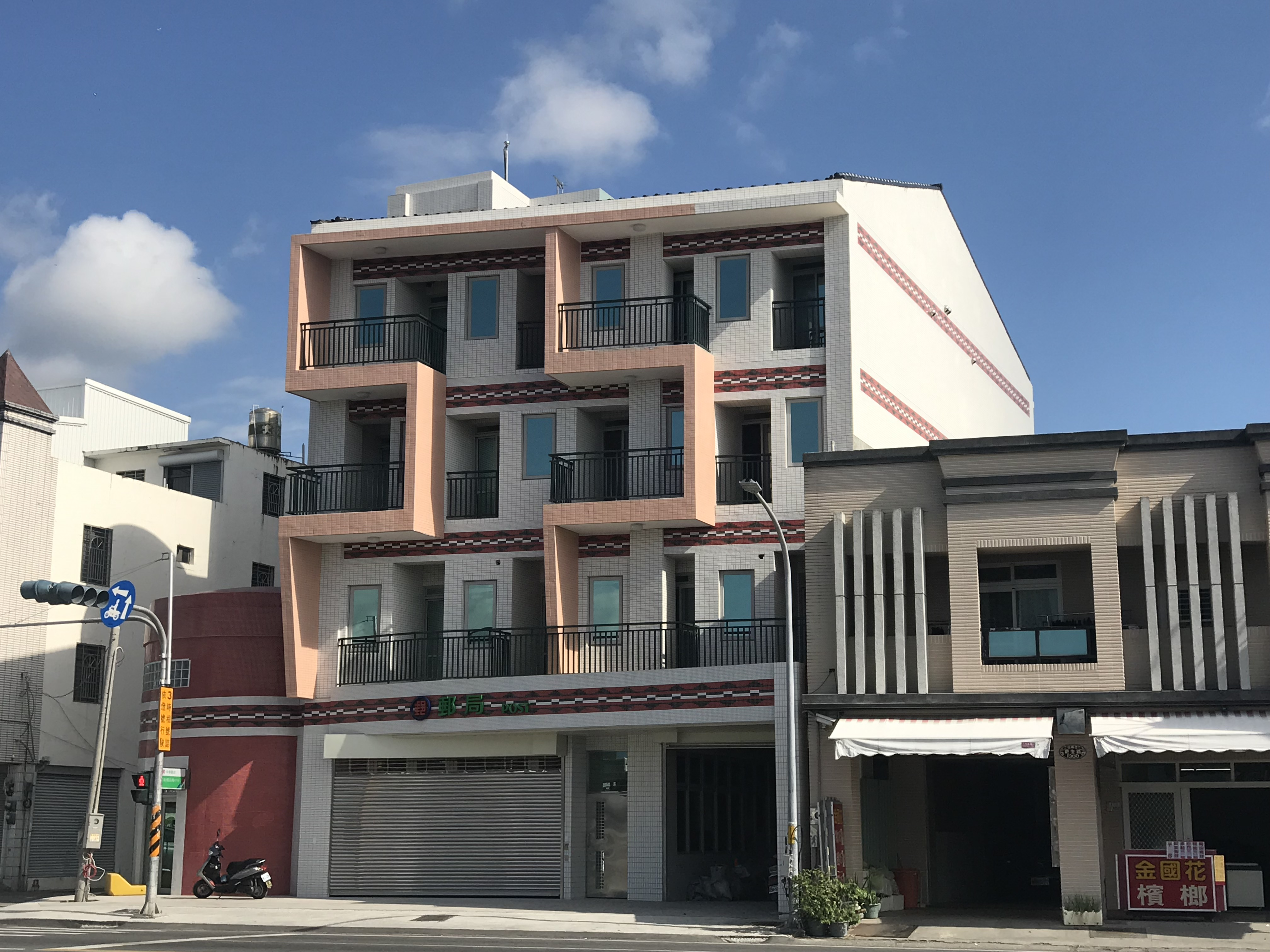
臺東郵局卑南支局
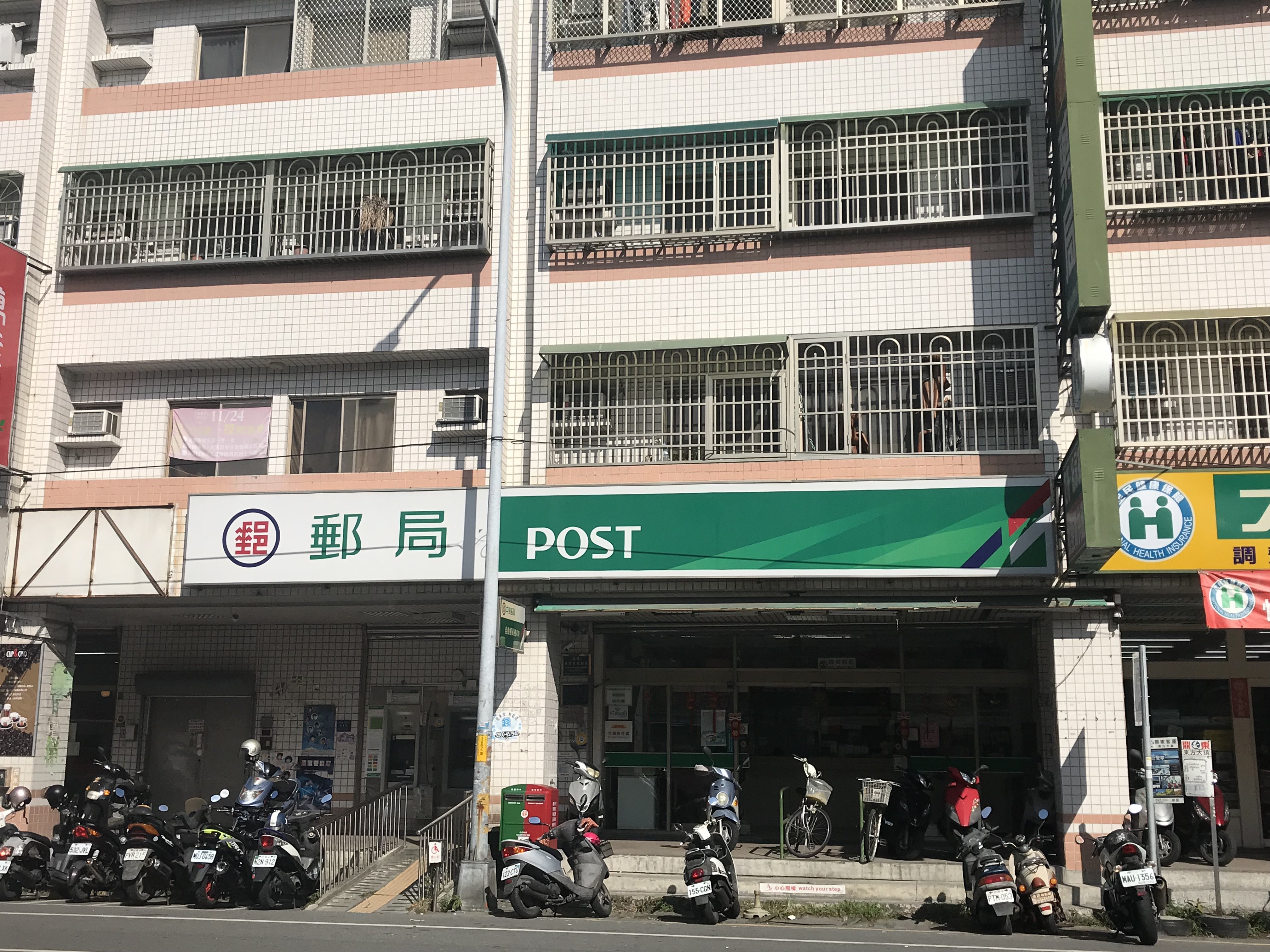
臺東郵局東方大鎮支局
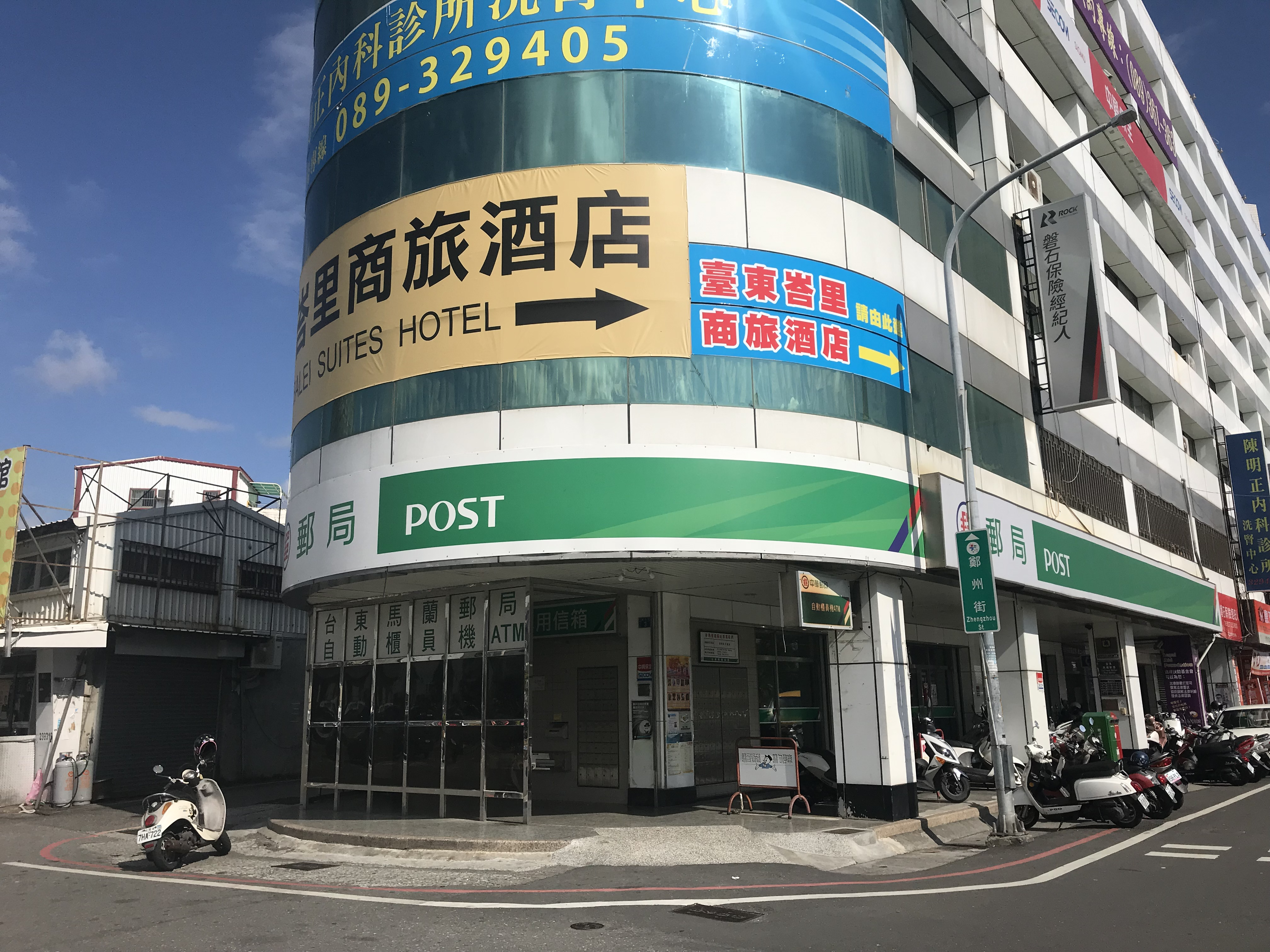
臺東郵局馬蘭支局
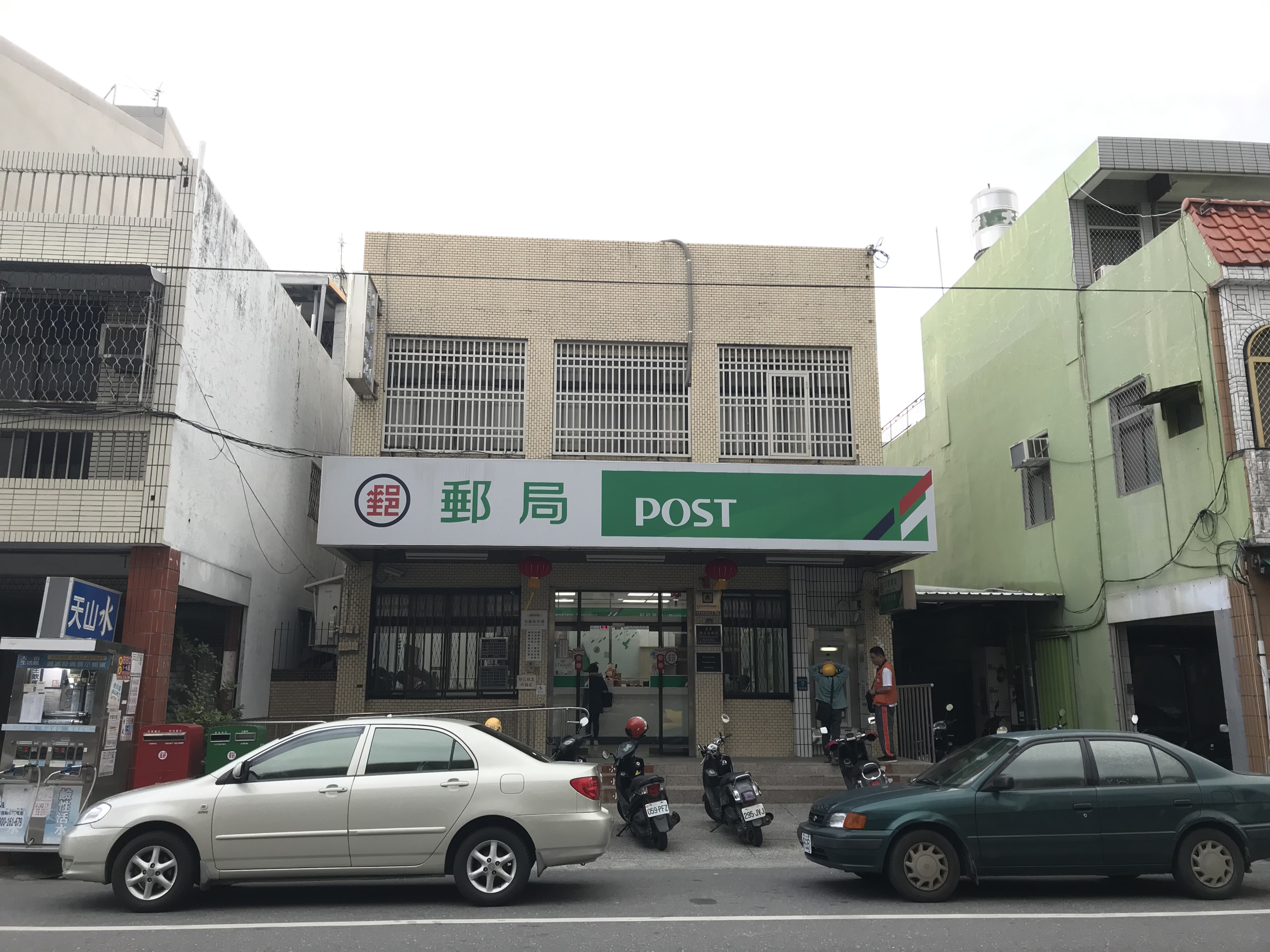
臺東郵局博愛路支局
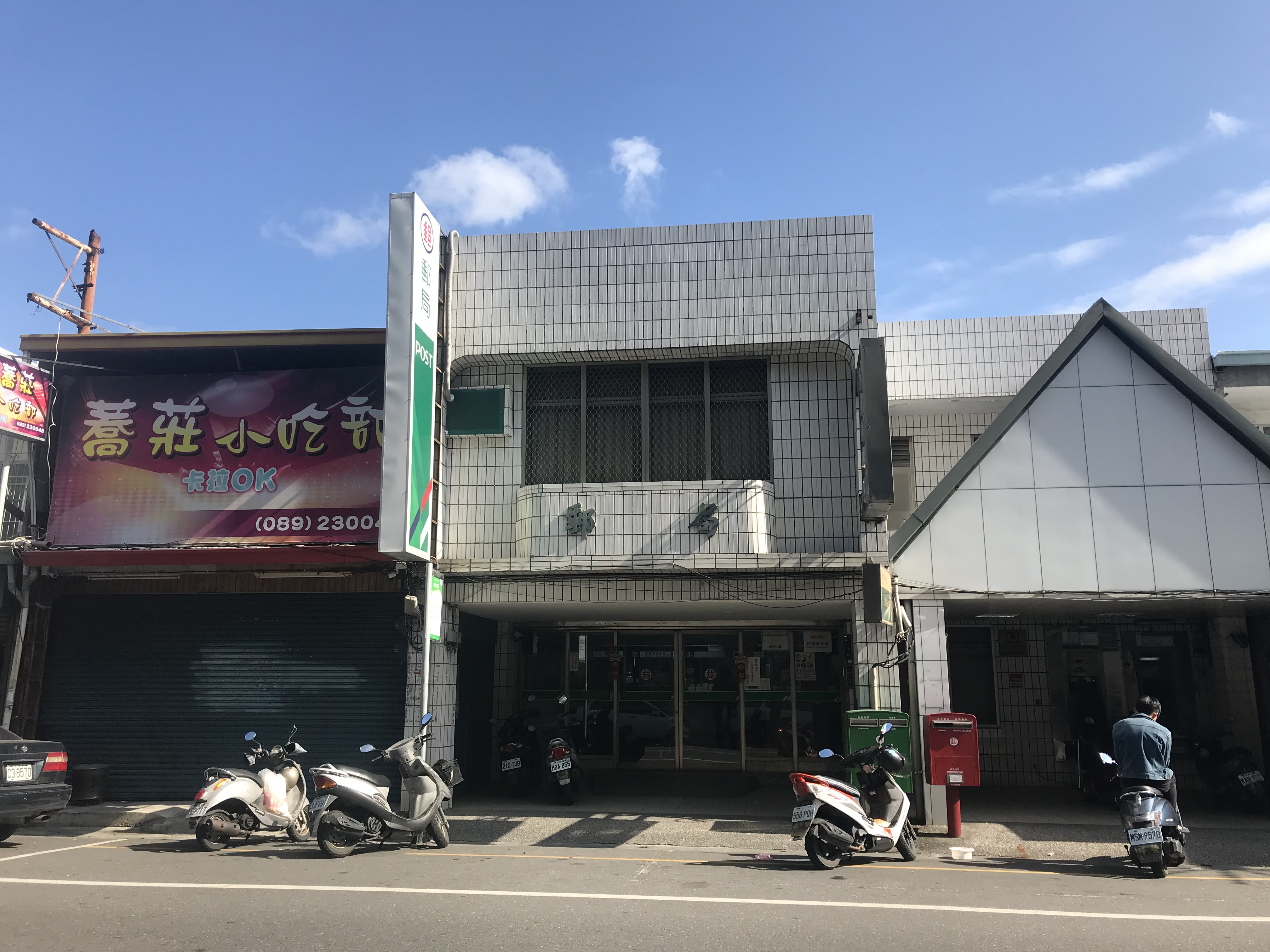
臺東郵局新生路支局
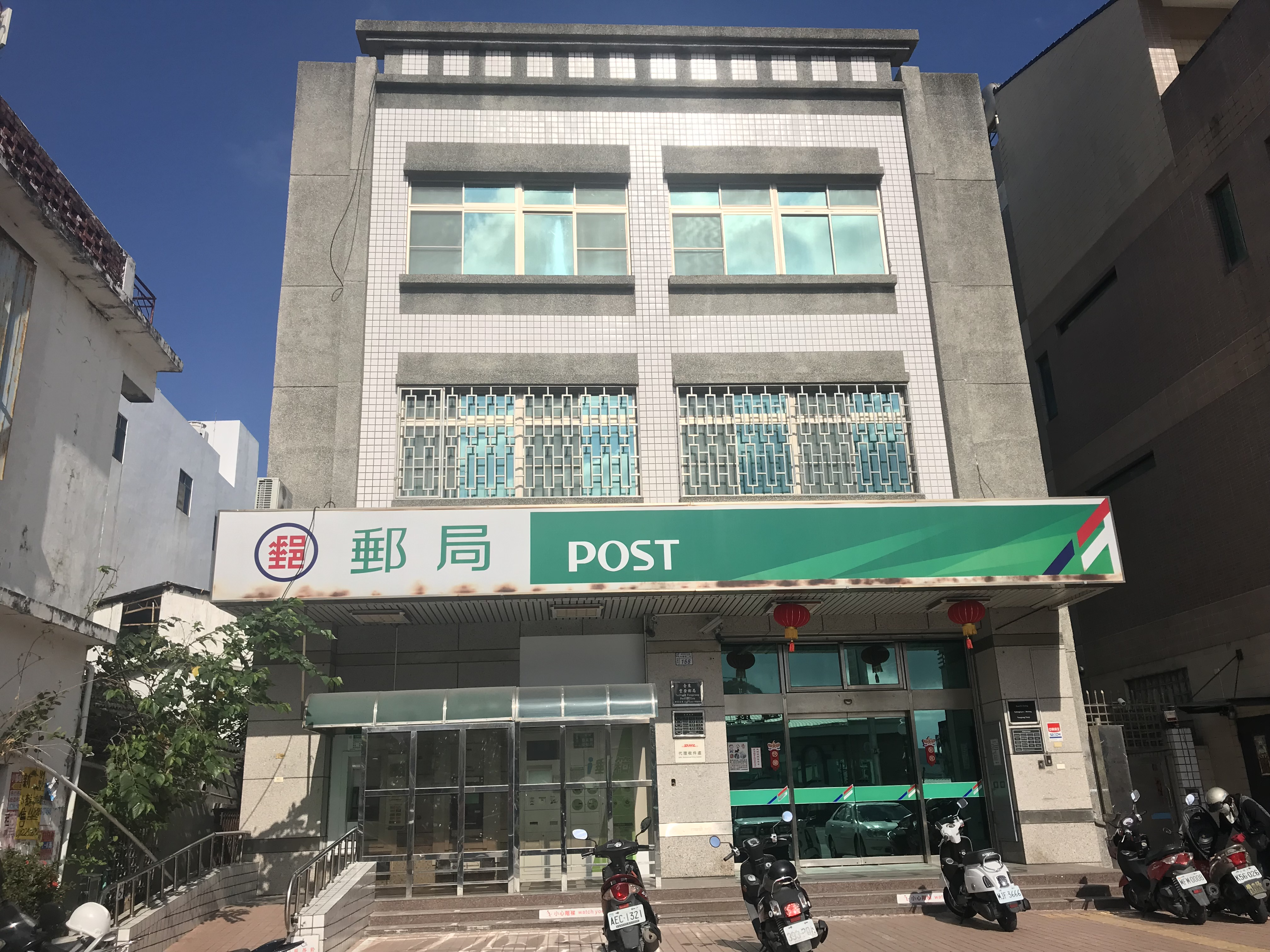
臺東郵局豐榮支局
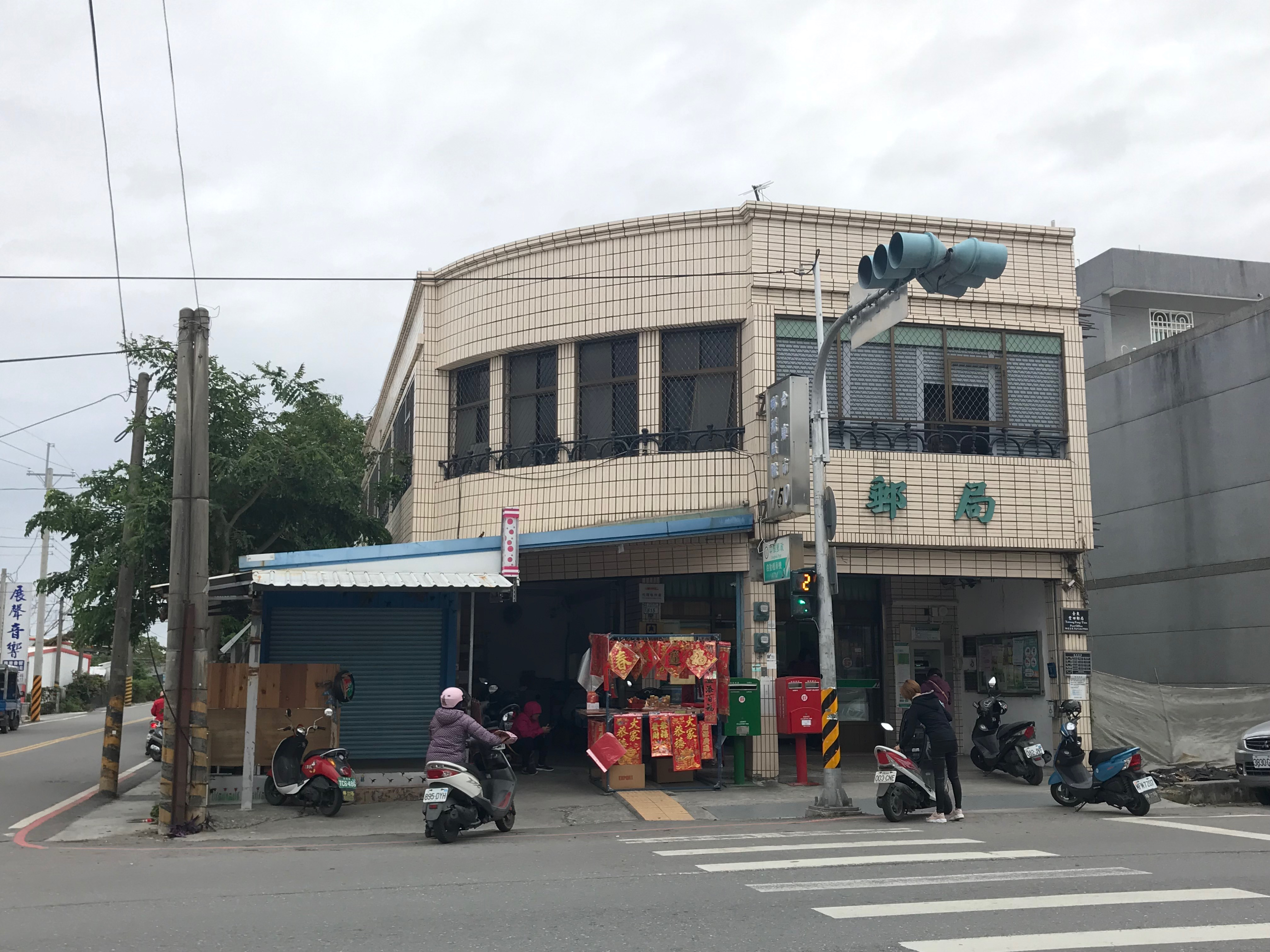
臺東郵局豐田支局

## 交通資訊

### 臺東郵局
- 普悠瑪客運
  - 市區循環線大同路郵局站[17]。

## 資料來源
1. 1 2 3 4 5 6  . 中華郵政臺東郵局.   [2019-01-20]. （原始内容存档于2017-09-09） （中文（臺灣））.
2. ↑  . 國史館臺灣文獻館. 1896-10-09  [2019-01-20]. （原始内容存档于2019-02-03） （中文（臺灣））.
3. ↑  . 國史館臺灣文獻館. 1897-05-27  [2019-01-20]. （原始内容存档于2019-02-03） （中文（臺灣））.
4. 1 2  施添福. . 臺東縣: 臺東縣政府文化局. 2001年: 頁677. ISBN 9570286865.
5. 1 2  簡宗鈞. . 花蓮郵文 洄瀾郵訊.   [2019-01-20]. （原始内容存档于2019-02-03） （中文（臺灣））.
6. ↑  . 國史館臺灣文獻館. 1899-12-17  [2019-01-20]. （原始内容存档于2019-02-03） （中文（臺灣））.
7. ↑  . 國史館臺灣文獻館. 1900-06-27  [2019-01-20]. （原始内容存档于2019-02-03） （中文（臺灣））.
8. ↑  . 國史館臺灣文獻館. 1903-03-25  [2019-01-20]. （原始内容存档于2019-02-03） （中文（臺灣））.
9. 1 2  施添福. . 臺東縣: 臺東縣政府文化局. 2001年: 頁675. ISBN 9570286873.
10. ↑  . 中時電子報. 2013-10-12  [2019-01-20]. （原始内容存档于2019-09-02） （中文（臺灣））.
11. 1 2  應佳臻、劉錦源. . TVBS. 2013-10-12  [2019-01-20]. （原始内容存档于2019-02-03） （中文（臺灣））.
12. 1 2 3 4 5 6 7  王紹莊. . 臺北市: 中華郵政股份有限公司. 2009年: 頁362. ISBN 9570286873.
13. ↑  . 中華郵政股份有限公司.   [2019-01-20]. （原始内容存档于2019-02-04） （中文（臺灣））.
14. ↑  潘俊偉. . 好房網. 2014-05-11  [2019-01-20]. （原始内容存档于2019-08-30） （中文（臺灣））.
15. ↑  尤聰光. . 聯合新聞網. 2018-11-03  [2019-01-20]. （原始内容存档于2018-12-05） （中文（臺灣））.
16. ↑  . 中華郵政臺東郵局.   [2019-01-20]. （原始内容存档于2021-02-26） （中文（臺灣））.
17. ↑  . 台東轉運站.   [2019-01-26]. （原始内容存档于2019-01-25） （中文（臺灣））.

## 外部連結
- 中華郵政股份有限公司 - 臺東郵局 （页面存档备份，存于）（繁體中文）